# Karen Asrian
Karen Asrian (en armenio Կարեն Ասրյան) (Ereván,Unión Soviética, 24 de abril de 1980 — Ereván, Armenia, 9 de junio de 2008) fue un Gran Maestro Internacional de ajedrez armenio.
En enero de 2008, en la lista de la FIDE, tenía un ELO de 2635 y número 4 de Armenia, tras Levon Aronian, Vladímir Akopián y Gabriel Sargissian.
En 2001, ganó el  Torneo de Dubái.
En 2004, se impuso en la primera edición del Torneo Karabakh, jugado en Stepanakert (República de Nagorno Karabaj), que nació en honor al legendario campeón mundial, Tigran Petrosian, en el 75.º de su nacimiento.
Él fue uno de los jugadores que contribuyeron, junto con Levon Aronian, Vladímir Akopian, Smbat Lputian, Gabriel Sargissian, Artashes Minasian, en el equipo armenio de ajedrez a ganar el oro en la Olimpíadas de ajedrez de 2006 en Turín (Italia), por delante de China y EE. UU.

## Campeón de Armenia en 2007 y 2008
Asrian fue el ganador del Campeonato de Armenia de ajedrez en 2007, tras ganar por 2-0, el desempate, ante Tigran Kotanjian. Este 67.º campeonato se jugó en Ereván (Armenia), del 16 al 26 de enero de 2007.
También ganó la edición 68.ª en 2008 en enero, en Ereván, Armenia, empatado a 8 puntos con Artashes Minasian, aunque Asrian ganó por el desempate, se produjo la ausencia de los dos mejores jugadores de Armenia, Aronian y Sargissian, dado que ambos participaban en el Torneo Corus de ajedrez.
Asrian ha sumado en total 3 títulos del Campeonato de Armenia de ajedrez en 1999, 2007 y 2008.

## Muerte
La muerte de Asrian sigue siendo muy sospechosa para algunos. El 9 de junio de 2008 la Armenian Chess Federation (Federación Armenia de Ajedrez) anunció que Karen había muerto de un infarto de miocardio o un paro cardíaco mientras conducía. También añadió que, aunque la ambulancia hubiera llegado a tiempo para salvarle, debido a la gravedad de sus heridas al golpear el coche, hubiera muerto en el acto. 